# Neil Nugent
Neil Algernon David Nugent, né le 6 décembre 1926 et mort le 12 avril 2018,, est un joueur britannique de hockey sur gazon.

## Carrière
Neil Nugent a fait partie de la sélection britannique de hockey sur gazon médaillée de bronze aux Jeux olympiques d'été de 1952 à Helsinki.